# Mutter Angelica
Angelica Rizzo PCPA, bekannt als Mutter Angelica (* 20. April 1923 in Canton, Ohio; † 27. März 2016 in Hanceville, Alabama), bürgerlich Rita Antoinette Rizzo, war eine Klarissin vom Orden der Klarissen von der Ewigen Anbetung. 1976 gründete sie den geistlichen Sender Eternal Word Television Network (EWTN) in einer Hinterhofgarage ihres Klosters in Irondale, Alabama.

## Leben
Mutter Angelica wurde 1923 als Rita Antoinette Rizzo in Canton, Ohio, in eine sehr arme Familie geboren. Sie war das einzige Kind von John und Helen Mae Rizzo und wuchs während der Weltwirtschaftskrise auf. Als Rita fünf Jahre alt war, verließ ihr Vater die Familie; die Ehe der Eltern wurde 1929 geschieden. Zeitweilig sorgten auch ihre Großeltern mütterlicherseits für sie. Nach ihrem Schulabschluss 1941 erkrankte sie an einem Magenleiden. 1943 wurde sie von einer zur römisch-katholischen Kirche konvertierten Frau namens Rhoda Wise (eine Stigmatisierte und Visionärin) nach einer Novene zur hl. Therese von Lisieux von ihrem Magenleiden geheilt. Diese Erfahrung vertiefte ihren Glauben. Am 15. August 1944 trat sie als Postulantin in Cleveland in das Kloster der Armen Klarissen der Ewigen Anbetung ein. Sie arbeitete unter anderem in der Wäscherei, backte Brot, diente am Altar und arbeitete in der Küche des Klosters. Am 2. Januar 1947 legte Schwester Angelica nach dem Noviziat die erste Profess ab, am 2. Januar 1953 die ewigen Gelübde.
Am 27. März 2016 starb Mutter Angelica im Alter von 92 Jahren.

## Begründerin von EWTN
Am 20. Mai 1962 gründete Mutter Angelica für ihren Orden das neue Kloster Our Lady of Angels (Unsere Liebe Frau von den Engeln) in Irondale im US-Bundesstaat Alabama. 1976 begann sie, in einer Garage ihres Klosters Fernsehsendungen zu produzieren und auszustrahlen. Dies gilt als der Beginn des Fernsehsenders Eternal Word Television Network. Im protestantischen Bible Belt Alabamas gelegen, wurde EWTN immer mehr die Stimme der nordamerikanischen Katholiken, zumal der konservativeren unter ihnen.
Im Spätherbst 2001 erlitt Mutter Angelica zwei Schlaganfälle, die ihrer Arbeit abrupt ein Ende bereiteten. Anlässlich ihres 80. Geburtstages im April 2003 hatte sie ihren letzten Live-Auftritt auf dem Sender. Seitdem werden regelmäßig frühere Sendungen (wie die Talkshow Mother Angelica’s Live und The Holy Rosary with Mother Angelica and the Nuns) wiederholt.

## Orden und Ehrenzeichen
- 2009:  Pro Ecclesia et Pontifice